# Gatien Houngbédji
Gatien Houngbédji né le 18 décembre 1949 à Cotonou, ancien ministre dans le gouvernement du président Mathieu Kérékou, plusieurs fois candidat à l'élection présidentielle au Bénin, est un homme politique béninois.

## Biographie
Président du parti l'Union pour le développement économique et social (UDES), ministre du Commerce, de l'Artisanat et du Tourisme dans le gouvernement du président Mathieu Kérékou, d'avril 1996 à mai 1998[réf. à confirmer]. Il se présente sans succès à la présidence du Bénin en tant que candidat de l'UDES à l'élection présidentielle de mars 1991, au cours de laquelle il obtient 0,89 % des voix (11e place). Il se présente à nouveau comme candidat de l'UDES à l'élection présidentielle de mars 2001, et obtient 0,33 % des suffrages (14e place). En janvier 2006, il est à nouveau désigné comme candidat de l'UDES à l'élection présidentielle de mars 2006, dans cette élection et obtient 0.22 % du vote (le 21e endroit).